# اپسیلون تلمبه
اپسیلون تلمبه یک ستاره است که در صورت فلکی تلمبه قرار دارد.